# Kamionka Mała (Limanowa)
Pour les articles homonymes, voir Kamionka Mała.
Kamionka Mała est une localité polonaise de la gmina de Laskowa, située dans le powiat de Limanowa en voïvodie de Petite-Pologne.